# 塔塔悠社
塔塔悠是台灣原住民凱達格蘭族（巴賽族）的一個社名，分為上塔悠與下塔悠，位於臺北市基隆河畔。「塔塔悠」的原意是指女子髮飾，平埔族未婚少女用白色的狗毛和貝殼等編織成髮圈，戴在頭上當做裝飾。

## 歷史

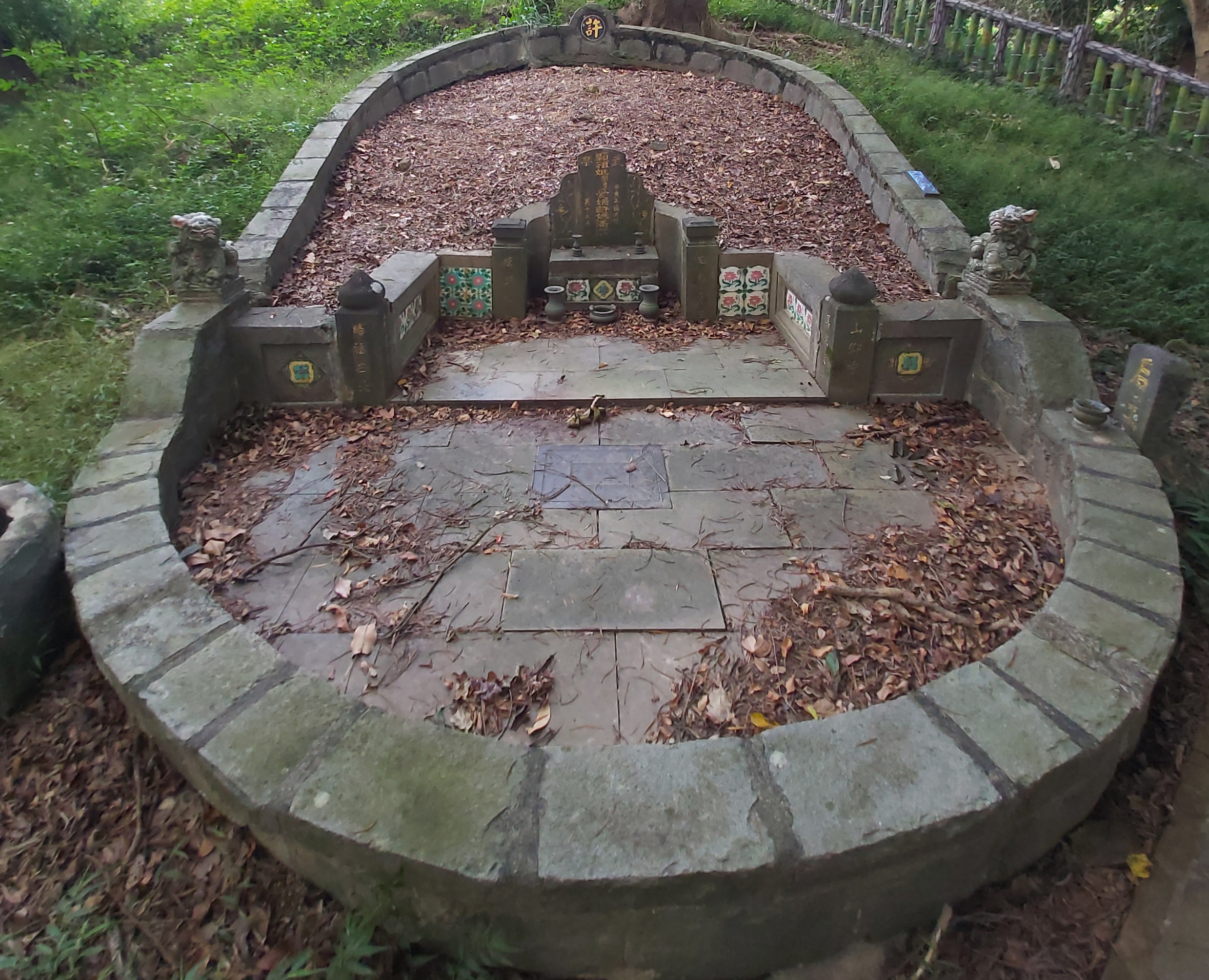
士林官邸境內的許潘愛娘墓

清朝康熙中期，泉州人許建總進入塔塔悠拓墾，遂有塔塔悠庄，位置在今基隆河畔的松山區莊敬里和精忠里北半部。下塔悠是漢人最早進入松山開墾之地，戰前居住在此的住戶以許姓為主，戰後才有外姓數戶遷入。上塔悠在1930年代前是大稻埕通往內湖必經之地，早期有橫跨內湖的吊橋，橋下尚有十多戶潘姓人家，應是平埔原住民族後裔，1990年代因政府整治基隆河而拆橋遷村，「番仔厝」舊名已不復存在。
現在台北市松山區內的塔悠路，是繼凱達格蘭大道後，台北市第二條以台灣原住民記憶命名的道路。

## 外部連結
- 台北地望的變遷
- 塔悠路──見證古蹟歷史